# Stonyford (California)
Stonyford es un lugar designado por el censo ubicado en el condado de Colusa en el estado estadounidense de California. En el año 2010 tenía una población de 149 habitantes.

## Geografía
Stonyford se encuentra ubicado en las coordenadas 39°22′13.23″N 122°32′40.08″O / 39.3703417, -122.5444667.